# Torre de Cala Molí
La Torre de Cala Molí o Torre d'Addaia és una torre de guaita del tipus torre Martello, situada a la península que separa les cales del Molí i del port d'Addaia, al municipi des Mercadal (Menorca), al lloc on el 1798 havien desembarcat les tropes britàniques que van ocupar Menorca.

## Història
Construïda el 1800, és una de les 11 torres Martello que va erigir a l'illa el capità enginyer Robert d'Ancy, per ordre del governador de Menorca, Sir Charles Stuart. Albergava una guarnició de divuit homes i recanvis i provisions per a un mes.

## Descripció
És de forma troncocònica i disposava de tres plantes. A la planta baixa s'emmagatzemava la pólvora, els queviures i els recanvis, a més d'una cisterna enterrada. El pis intermedi estava cobert per una volta de canó i albergava la guarnició. La comunicació entre aquest pis i l'inferior es practicava per una trapa al terra, mentre que amb la planta superior es feia per un accés al sostre que donava a l'interior del matacà de la terrassa superior. La terrassa està envoltada d'un gruixut parapet marcat per dos cordons circulars. El matacà sobresortia del parapet recolzat sobre cinc mènsules, pels espais intermedis de les quals es disparava. S'observen clarament els reforços exteriors verticals, al llarg i través, encastats al parament.
La torre va ser restaurada el 1975, pels seus propietaris, sense reconstruir el matacà i es va prescindir de la porta original al nivell intermedi. Ara l'accés és arran de terra. L'escala interior és un afegit posterior.